# Aleutiaster schefferi
Aleutiaster schefferi is een zeester uit de familie Ganeriidae.
De wetenschappelijke naam van de soort werd in 1939 gepubliceerd door Austin Hobart Clark.